# شوخی (رمان)
شوخی (به چکی: Žert) نخستین رمان منتشر شده از میلان کوندرا رمان‌نویس چک-فرانسوی است. این رمان برای نخستین بار در سال ۱۹۶۷ منتشر شد و شامل چندین شوخی است که بر زندگی شخصیت‌های داستان تأثیر عمیقی بر جای می‌گذارد. رمان از زاویه دید چهار شخصیت داستان روایت می‌شود.
شخصیت‌های این رمان عبارت هستند از لودویک، هلنا، یاروسلاو و کوستکاو. این کتاب را میلان کوندرا در زمان جوانیش نوشته و در آن زمان هنوز وقایع خونین پراگ رخ نداده بود. در رمان شوخی با روشنفکری مواجه هستیم که همه آرمان‌هایش را از دست داده و خیلی طول می‌کشد که خودش هم این را بفهمد که آرمان‌هایش از درون پوچ و تهی بوده‌اند و بفهمد آنچه که ساختار سوسیالیسم می‌داند، یک نمایش دروغ بزرگ است. 

در سال ۱۹۶۸ جارومیل ژیرس بر اساس این رمان فیلمی ساخت که پس از حمله پیمان ورشو به چکسلواکی توقیف شد و به نمایش در نیامد.